# Tartaro (canale)
Il Tartaro (in veneto Tàrtaro), conosciuto anche come Canalbianco nella sua parte mediana canalizzata e come Po di Levante nel suo tratto terminale (in veneto Canalbianco, Po de Łevante), è un canale navigabile dell'Italia nordorientale che sbocca nel mare Adriatico fra l'Adige ed il Po, formato dal collegamento di parte dell'alveo di due fiumi, il Tartaro ed il Fissero con il Canalbianco, che è un canale scavato seguendo l'antico letto del fiume Tartaro. Questo canale totalmente in territorio veneto, è parte predominante in lunghezza dell'Idrovia Fissero-Tartaro-Canalbianco che unisce il porto di Mantova con il mare Adriatico.

## Descrizione
Il Tartaro è uno dei pochi fiumi italiani che nascono in pianura da risorgive, assieme ai suoi affluenti. Il tratto iniziale, della lunghezza 52 km, è naturale e prende il nome di "Tartaro". Esso è connesso, a monte, attraverso il nodo idraulico di Governolo, al sistema dei laghi di Mantova e quindi al fiume Mincio e, tramite quest'ultimo al lago di Garda.
Si estende tra le sorgenti e la conca di Torretta di Legnago (VR). Da tale località entra in provincia di Rovigo che attraversa longitudinalmente per la sua intera lunghezza.
Il tratto intermedio è costituito da un canale artificiale, in buona parte ricavato dal letto del fiume Tartaro, che prende il nome di "Canalbianco" o "canal Bianco" dalla conca di Canda fino alla conca di Volta Grimana ed è lungo 78 km.
Il tratto finale è stato ricavato da un antico ramo deltizio del fiume Po e prende infatti il nome di "Po di Levante". Esso ha una lunghezza fino alla foce di 17 km. La lunghezza totale del fiume dalle sorgenti al mare è di 147 km.
Per ragioni storiche, la popolazione locale chiama ancora "Tartaro" anche il tratto che va da Torretta a Canda, della lunghezza di 18 km, oggetto della sistemazione più recente, con la creazione della "Conca di Canda" per consentire la navigabilità sino a Torretta di Legnago.
Il fiume è navigabile per 113 km, dalla confluenza del canale Fissero, con il quale costituisce l'idrovia Fissero-Tartaro-Canalbianco o "Mantova-mare", fino alla foce in Adriatico. Si collega inoltre alla linea navigabile "Po-Brondolo" che dalla laguna di Chioggia permette di raggiungere Venezia. Sbocca nel mare Adriatico in località Porto Levante del comune di Porto Viro, all'altezza dell'isola di Albarella. Può essere definito il nuovo sbocco in mare, commerciale e diportistico, della provincia di Rovigo.

## Il bacino idrografico

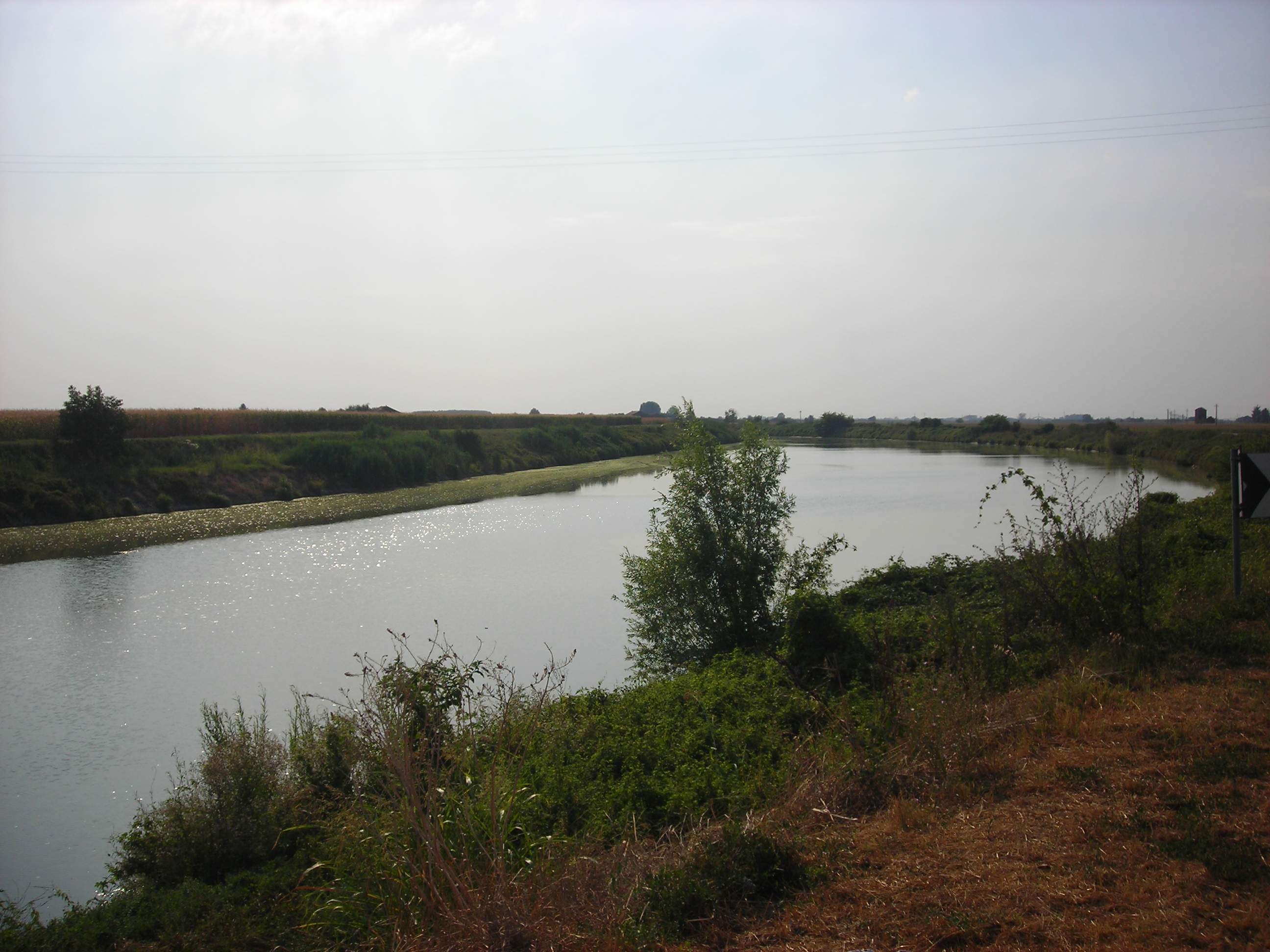
Il fiume Tartaro a San Zeno in Valle, comune di Villa Bartolomea (VR)

Il bacino idrografico del sistema Tartaro-Canalbianco-Po di Levante è ufficialmente chiamato "bacino del Fissero-Tartaro-Canalbianco" o, più raramente, "bacino del Fissero-Tartaro-Canalbianco-Po di Levante".
Il fiume Adige ha il suo ultimo tributo di destra in Vallagarina, con i piccoli affluenti montebaldini; il Po ha il suo ultimo apporto in sinistra con il fiume Mincio; il bacino del Fissero-Tartaro-Canalbianco si colloca quindi tra quelli di questi due corsi d'acqua e comprende tutti i territori della bassa veronese, della mantovana orientale e dell'alto, medio e porzione nord del basso Polesine, facendo da gronda del territorio compreso tra l'Adige e il Po.
Le risorgive o fontanili del Tartaro sono localizzate sul confine dei comuni di Villafranca di Verona e Povegliano Veronese, comune con 44 risorgive censite. Il territorio a sud delle risorgive iniziali è ricco di polle che fanno parte del bacino idrografico del fiume Tartaro. Fra le più a nord vanno citate le sorgenti Liona e la risorgiva Giona.
Nella parte sud del suo percorso nella provincia di Verona raccoglie acque di risorgiva di tutti i comuni della parte sudovest della provincia stessa.
Gli affluenti principali del Tartaro sono il Tione dei Monti, il Tione, il Fissero e lo Scolo delle paludi di Ostiglia. Alla confluenza del Tione, presso Gazzo Veronese, sorge l'oasi del Busatello, riserva naturale affidata al WWF. Nel bacino idrografico del Tartaro vi è una estensione massima che corrisponde alle Valli Grandi Veronesi.
Il Canalbianco ha come affluenti principali il Tregnon, il Menago, il Bussè, la Fossa Maestra, il Valdentro, il Ramostorto e, tramite lo Scortico, l'Adigetto da sinistra; il Cavo Maestro Bacino Superiore e il Collettore Padano Polesano da destra.

## Storia
Al tempo dell'Impero Romano il Tartaro scorreva grossomodo nel'alveo dell'odierno Adigetto. Il tratto terminale del fiume era chiamato Filistina ed era un canale artificiale, scavato dagli Etruschi ed intitolato a Filisto di Siracusa, che sfociava presso Pellestrina. La Filistina era connessa sia con l'impianto di bonifica idraulica, anche questo di probabile origine etrusca, che drenava le Paludi Adriane, sia col fiume Po, del quale era uno dei sette rami dell'antico delta del Po.
Dopo il dissesto causato dalla rotta della Cucca del 589, l'Adige rimase disalveato per secoli, trasformando il basso Polesine in acquitrini e paludi e il Tartaro, tramite la Filistina, finì anch'esso per alimentare questi acquitrini.
A partire dal IX secolo, intorno alle sue rive nacquero i primi nuclei abitati di Badia Polesine, Lendinara, Villanova del Ghebbo, Rovigo e Villadose. In una bolla di papa Giovanni X del 920 il fiume, presso il quale il vescovo di Adria Paolo Cattaneo fondò il castrum di Rovigo, è ancora chiamato sia Tartaro sia Filistina.
In seguito alla rotta del Pinzone (poi Badia Polesine) intorno al 950, l'Adige deviò nuovamente il proprio corso e si riversò nell'alveo che fino a quel momento era stata la Filistina, cancellandole il nome e le acque del Tartaro presero a scorrere in un paleoalveo del Mincio, che corrispondeva a un altro antico ramo del delta (il Po di Adria) al quale presumibilmente erano rimaste connesse fin dalla rotta della Cucca. Il drenaggio insufficiente del nuovo corso finì per causare l'impaludamento della zona conosciuta come Valli Grandi Veronesi e di altre zone dell'alto e medio Polesine.
Il Tartaro divenne un affluente del Po in seguito alla rotta di Ficarolo del 1152. All'altezza di Ariano nel Polesine il nuovo corso, chiamato Po di Ficarolo, si divise in due rami: il Po di Ariano (poi Po di Goro) verso sud e il Po di Fornaci verso nord. Alla confluenza col Tartaro, il Po di Fornaci si divise, nei secoli successivi, in altri tre rami, uno dei quali era il Po di Levante.

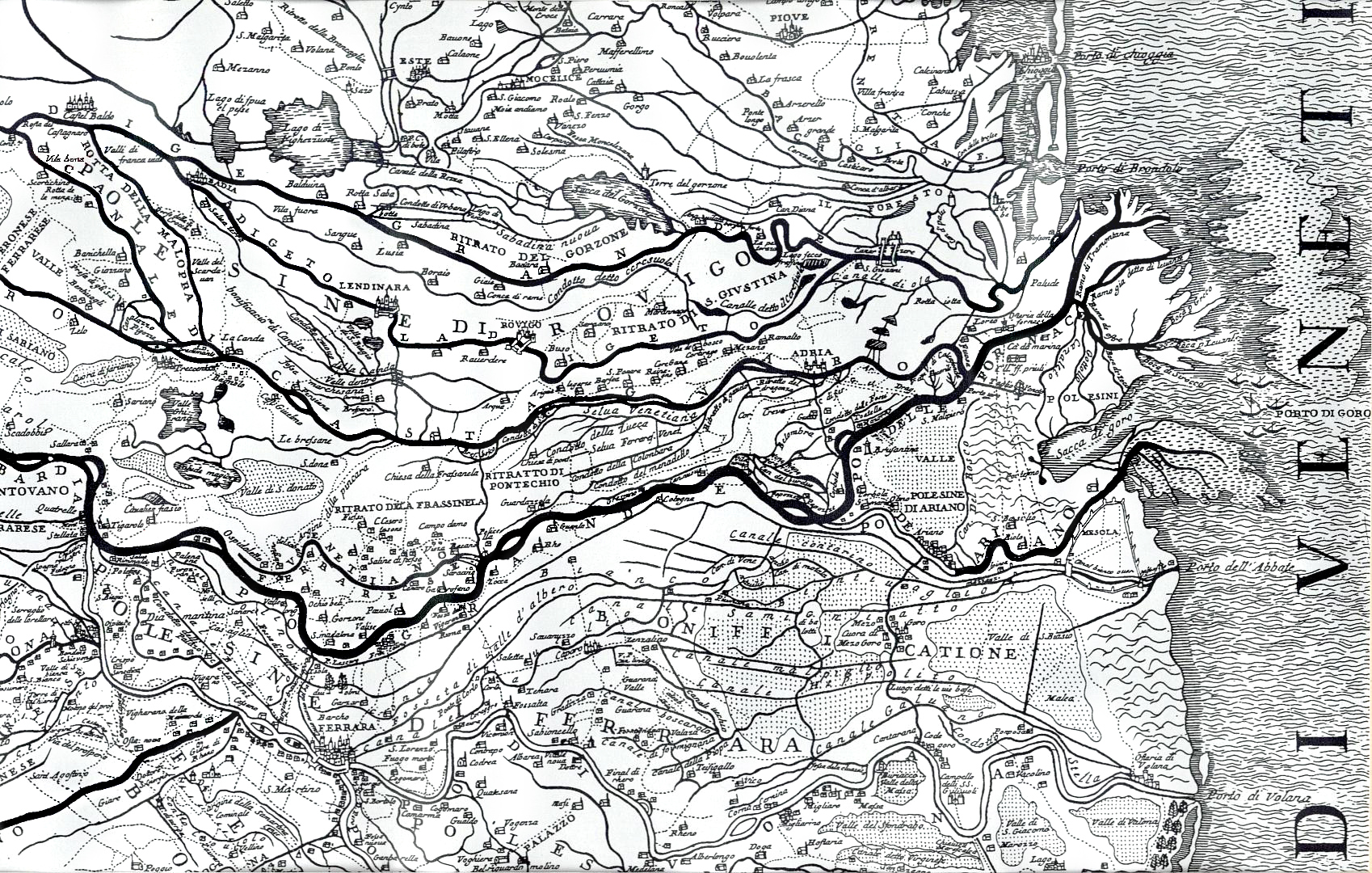
In questa cartina del 1603 il Canale Castagnaro è segnato da Castagnaro fino alla confluenza nel Po; il Tartaro ne è considerato un affluente.

In seguito alle rotte del 1434-1438 si generò un diversivo dell'Adige chiamato Castagnaro, che si riversò nel Tartaro all'altezza di Canda, cambiandone radicalmente la portata al punto che, fino alla fine del XV secolo, il tratto da Canda al Po venne considerato la prosecuzione del Castagnaro e il Tartaro venne considerato un suo affluente.
All'inizio del XVI secolo si progettò e si mise in opera la regolazione del Castagnaro, che a causa delle torbide dell'Adige era diventato pensile ed esondava frequentemente; le acque dell'Adige erano molto più chiare rispetto a quelle del Tartaro e le popolazioni, sorprese dal cambiamento, iniziarono a chiamare "canal Bianco" il tratto così regolato, a partire dalla confluenza col Castagnaro.
In seguito al taglio di Porto Viro, operato dalla Repubblica di Venezia nel 1604 a monte della confluenza, il ramo abbandonato del Po di Levante diventò il tratto finale del fiume. Ancora oggi, tramite la conca di Volta Grimana, il corso d'acqua rimane collegato al Po senza però riceverne le acque.
Nel 1838 il diversivo del Castagnaro venne definitivamente chiuso e il Canalbianco diventò lo scolo esclusivo delle acque del Tartaro. Nel corso del XX secolo gran parte del corso a più riprese è stato sistemato e parzialmente deviato per renderlo navigabile. I lavori di armamento della foce si sono conclusi nell'anno 2000.

## Il riso
Legato al bacino del Tartaro è il riso Vialone Nano. Ha come caratteristica dichiarata quella di essere coltivato in aree irrigate con acqua di risorgiva. Il territorio del Vialone Nano veronese coincide praticamente con la presenza delle centinaia di risorgive che danno vita al fiume e ai suoi affluenti. Uno tra i comuni celebri per la produzione del riso Vialone Nano è Isola della Scala.

## Geografia antropica
Il Tartaro-Canalbianco-Po di Levante funge da confine naturale tra diversi comuni, attraversandone altri.
A partire dalla conca di Torretta Veneta, il Canalbianco segna il confine tra i comuni di Villa Bartolomea e Castagnaro in provincia di Verona e i comuni di Castelnovo Bariano e Giacciano con Baruchella in provincia di Rovigo. Attraversa poi il centro abitato di Zelo, frazione di Giacciano con Baruchella, passando sotto lo storico ponte asburgico. Attraversa il Comune di Trecenta e anche il centro abitato di Castelguglielmo.
In comune di Rovigo il corso del Canalbianco fa da confine naturale fra le frazioni di Sant'Apollinare e Fenil del Turco. Attraversa il comune di Adria, lambendone l'abitato; l'antico ramo che attraversava la città è stato comunque preservato. Nel tratto finale segna il confine tra Rosolina e Porto Viro, ove sono inserite diverse realtà commerciali che utilizzano la navigazione fluviale e marittima per lo svolgimento delle loro attività.